# 紙巻きたばこ

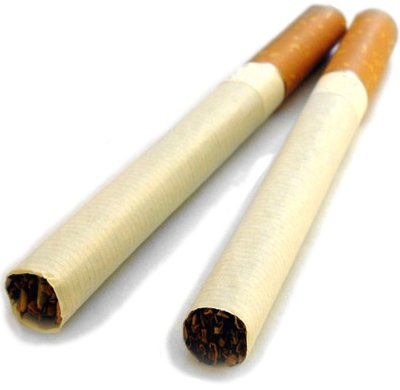
一般的な紙巻きたばこ（ドイツのF6）

紙巻たばこ（かみまきたばこ、シガレット:英: cigarette）とは、刻んだタバコ葉を紙で巻いてある、使い捨てのたばこ製品のことである。たいていフィルターがついており、また様々なフレイバーを添加しているものもある。パイプなどと違い、他の喫煙器具を要せず、着火装置さえあればたばこ単体でそのまま喫煙できるよう加工されているため、広く普及している。日本では単にたばこといえば、この紙巻きたばこを指すことがほとんどである。
たばこ製品全般や喫煙具については、たばこを、全般については、喫煙を参照。
19世紀半ばのクリミア戦争（1853年から1856年）にて、パイプの代わりに紙で巻いたのが始まりとするのが通説であるが、これには諸説ある。いずれにせよ、この戦争後に広く普及していったとされる。19世紀後半には手工業的に生産された。20世紀前半から半ばにかけて、この紙巻たばこが、たばこの中でも主流となった。
たばこ製品の中でも紙巻たばこが最も有害だと推定される。薬物の中でも最も多くの死亡者数に結びついているが、40歳以前の禁煙では死亡率に変化は見られなかったという研究も存在する。喫煙と自殺の関連が示されている。たばこの喫煙、また受動的喫煙環境はIARC発がん性でグループ1（発がん性あり）にも分類される。

## 構造と材質

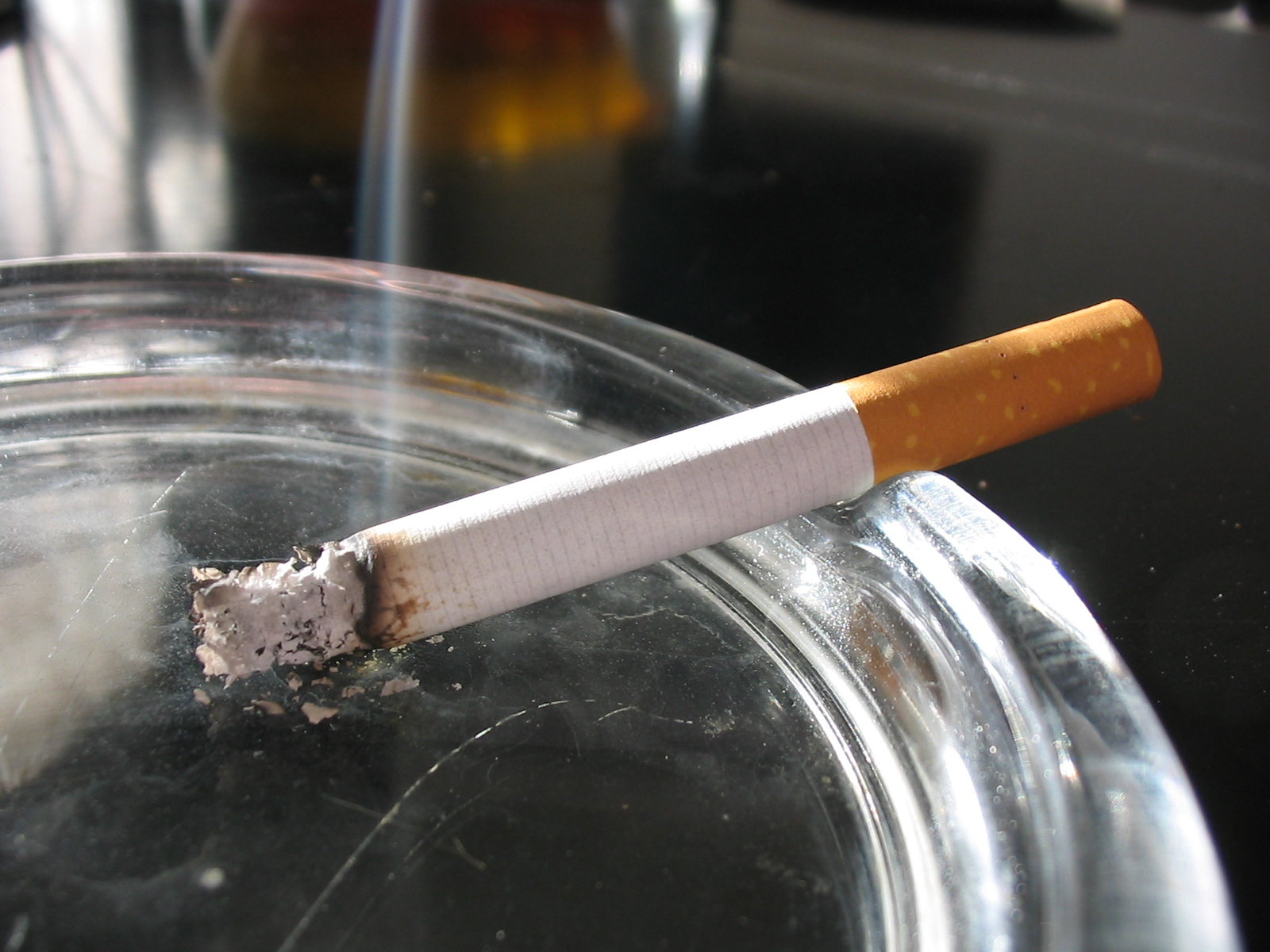
灰皿に置かれた紙巻きたばこ

フィルター付き紙巻きたばこの構造例

形状は刻みたばこを紙で筒状に巻いたもので、太さは7mm程度、長さは85mmから100mm程度が一般的である。太さ5.4mm程度のものや、9mm近いものもあり、長さも短いものは65mm程度の物もある。
たばこ葉を巻く紙は、シガレットペーパーやライスペーパーと呼ばれる が、ライスペーパーといっても原料は米ではなく、紙の材料は主に麻 やパルプである。紙の燃える臭いを抑えたり燃焼速度を刻みたばことあわせるためにシガレットペーパーには炭酸カルシウムが加えられており、また国によっては紙にアンモニウム、リン酸塩、炭酸マグネシウム、酒石酸カリウム、酒石酸ナトリウムなどが加えられることもあり、たばこの味に悪影響を与えないように各製造業者ごとに工夫が凝らされている。
タバコ葉には匂いをよくするために香料が加えられることが多く、よく使われる香料には糖類、ココア、カンゾウ、メンソール、ラム酒、バニラ等がある。これらの香料はタバコ葉に直接染みこませたり、フィルターもしくはシガレットペーパーに染み込ませたりされる。
この他、依存性を高めるためにアセトアルデヒドを添加したり、タバコの煙を見えにくくしたり、においや刺激を低減するために、添加物を加えている。

### 吸い口
紙巻たばこの吸い口は、大別して3種ある。

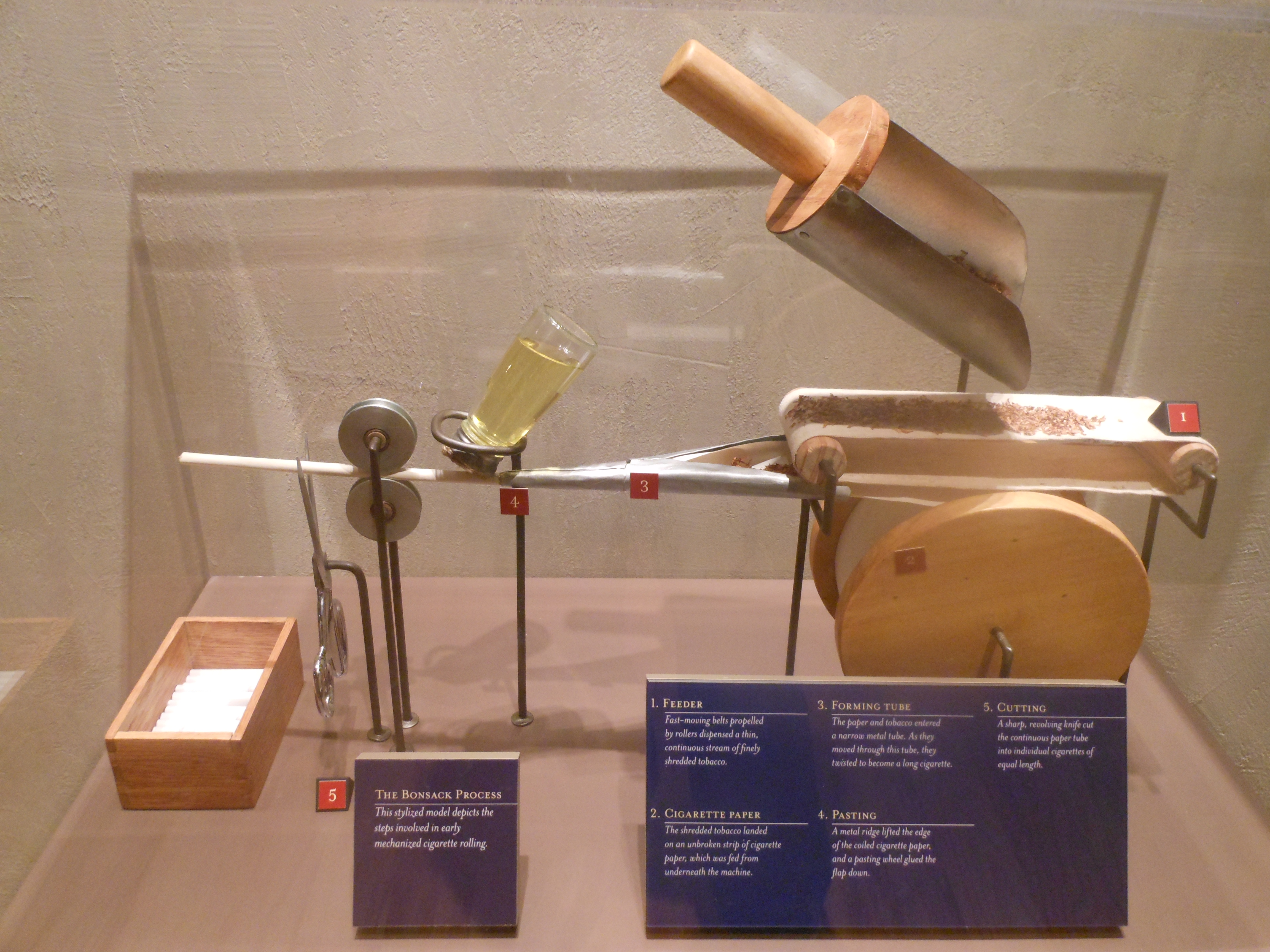
米国ボンサック社が考案した両切煙草の巻き上げ機の原理。ロール状の紙が動くことによって刻んだ煙草葉が紙の上に筋状に置かれていき、それが金属管を通ることによって紙が巻かれ、その先でのりで接着され、その後等間隔で切断される

- 口付（くちつき）……ストロー状の巻紙（口紙という）の吸い口が付いたもの。今の紙巻きたばこのようなフィルターは付いておらず、くわえやすいように口紙を潰して吸うことが多い。初期の紙巻きたばこの形態で現在日本では製造されていない。日本の国産口付煙草として最初に成功を収めたのは、銀座の岩谷松平が1884年に発売した「天狗煙草」である[10]。岩谷では手作業を必要とする巻き上げ工程の原料送り出し部分を機械化した足踏み填充機を導入して大量生産を可能にし、紙巻煙草の日本での普及に貢献した[10]。
- 両切（りょうぎり）……刻んだタバコ葉を紙で巻き両端を揃えて切ったもの。口付たばこの次に登場した。日本初の国産両切煙草は1890年の村井吉兵衛の「サンライス」である[10]。村井はボンサック式巻き上げ機など米国の技術を導入して完全機械化して成功を収めた[10]。現在日本ではショートピースが両切りである。

口付や両切たばこは吸うときに注意しないと刻みタバコ葉が口に入ってくるものである。
- フィルター付き……現在のほとんどの紙巻たばこの形である。国産では、1957年（昭和32年）、「ホープ」が最初[11]。

### フィルター
現在日本で販売されているほとんどの紙巻きたばこの吸い口部分にはフィルターが付いている。フィルター部分を包む紙はシガレットペーパーと区別するためにチップペーパーと呼ばれ、小さな穴を開けるなどして煙を吸い込む際に混ざる空気の量を調節し、味を軽くしたりニコチンやタールを軽減したりする。このような低減は本数が増えたり、より深く肺の奥まで吸いこむことにつながりかえって健康に良くない影響がある（後述）。
以下にその種類と構造を記す。
アセテートフィルター
アセテートのみで作られたもの。プレーンフィルターとも呼ばれる。
チャコールフィルター
アセテートにチャコール（活性炭）を混ぜて作ったもの。
リセスドフィルター
チップペーパーがフィルターよりも長く、フィルターの吸い口に近い部分が中空になっているもの。
AFTフィルター
フィルター表面に溝があり、煙を吸い込むと同時に溝から外気をより多く取り込む構造になっているもの。

### 品質
たばこ会社により、紙巻たばこ1本に含まれるニコチン量のコントロール、喫煙時に摂取するニコチン量の制御が行われている。日本では、たばこ事業法に基づく財務省令により国際標準化機構 (ISO) が定めた方法でタール・ニコチン量が測定されて、たばこ製品の包装に表示されている。現在日本ではたばこ1本あたりのタール量は整数値、ニコチン量は小数点1桁までの数値で表示されることになっている。

## 歴史
通説では、1853年から1856年のクリミア戦争の戦地で、パイプを失った兵士が、火薬を包むための紙で刻みタバコ葉を巻いて吸ったのが始まりといわれている。またクリミア戦争起源説とは別に、ヨーロッパでは、1832年エジプト・トルコ戦争においてシリアのアッコを占領したムハンマド・アリー朝エジプトのイブラーヒーム・パシャの軍隊が輸送中の大量のパイプを敵に取られて兵士達が仕方なく刻みたばこを紙で巻いて吸ったという通説が有力である。しかし、実際にはクリミア戦争やイブラーヒーム・パシャ以前にも世界各地で紙巻たばこは少数派ながらも存在し、通説は正しくは無いが、ただクリミア戦争以降に紙巻たばこがヨーロッパ中に普及していったことも確かである。
この19世紀後半にはすでに手工業的に生産されていた。
コロンブス以前にアメリカインディアンは乾燥させたタバコの葉を刻んで植物などで巻いて吸うことを行っており、1700年にはラテンアメリカからスペインに向けて紙巻たばこ用の紙が輸出されている。クリミア戦争以前にも特にスペインでは紙巻たばこが吸われていたとされる。1843年にはオーストリアでシガレットペーパーが試作され、フランスでもシガレットを専売制の元においている。1850年にはドイツ人貴族がシガレットを製造している。
とはいえ、紙巻たばこがたばこの中で主流となったのはヨーロッパや日本･中国では第一次大戦後、アメリカでは第二次大戦後のことである。さらに日本と中国を除くアジア諸国の多くでは1980年代からである。19世紀のヨーロッパでは嗅ぎたばこからパイプたばこまたは葉巻たばこが有力で、紙巻たばこが主流になるのは第一次大戦後、特にスウェーデンでは嗅ぎたばこが好まれ紙巻たばこが主流になるのは第二次大戦後のことである。アメリカでは噛みたばこが好まれ紙巻たばこが50％以上を占めるのはやはり1941年以降のことである。インドでは1950年になっても紙巻たばこは少なく、噛みたばこと水キセルたばこが好まれ1980年代になってやっと紙巻たばこが主流となっている。
日本では古くよりキセルが用いられ、1920年代になって紙巻たばこが主流になっている。
世界では1900年にはたばこ消費者の8％が紙巻たばこを吸い、1950年では57％、そして1980年代になって世界で生産されるたばこの80％が紙巻たばこになっている。
アメリカで1950年代に喫煙者の肺がんのリスク増加が示され、たばこ産業は喫煙者を安心させるために低タールのたばこを開発した。
1970年、アメリカの対ガン協会は動物実験を行い、紙巻きたばこでも肺がんが起こり得ることを初めて実証した。ただし、フィルター付きの紙巻きタバコは肺がんが起こりにくいとされ、フィルター付きのたばこが主流となるきっかけとなった。
1980年代に入ると各社はさらに「ウルトラライト」などの商品を販売促進してきた。疫学研究においては、こうしたライトたばこはかえって健康リスクが増加することが見出されてきた。喫煙は、年間600万人の死亡につながり最大の予防できる死因とされてきた。
日本では、2017年までには紙巻たばこのシェアは縮小傾向にあり、加熱式たばこが上昇してきている。
2018年にFDAは、メンソールなどの風味が付いたたばこを禁止する方針を示した。

## 安全性
タバコ葉には、有毒で習慣性の強いニコチンが含まれているので、乳児等が誤って口にしないよう、吸い殻も含め十分な注意が必要である。小児がたばこを一部（1本の一部など）飲み込んだくらいでは8割が無症状で死亡例はないが、成人が意図的に誤飲した場合（おそらく大量）、重篤な症状や死亡例がありうる。
ライトたばこなど低ニコチン低タールをうたう製品は、大衆を欺いており、欧州は「ライト」「低タール」といった用語の使用を禁じている。実際には、減少したニコチン摂取量を補うために喫煙するたばこの本数が増えたり、より深く吸い込むことにつながり、肺腺がんのリスクを増大させるとみられている。

## 有害性

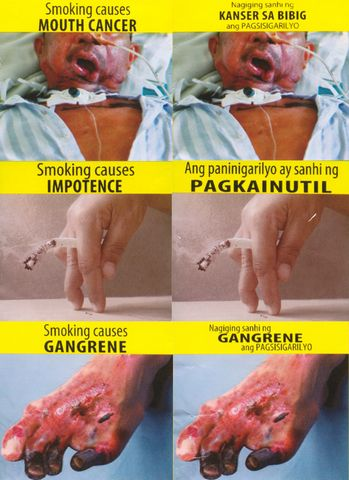
フィリピンにおけるたばこ製品の包装。

たばこの規制に関する世界保健機関枠組条約の第11条は、誤った印象を与える用語を用いないために「ライト」といった用語の取り扱いを含めることができ、その包装において大きく明瞭で判読可能な警告を付し、面積の50%以上を占めるべきで30%を下回ることなく、また写真や絵を使うことができるとしている。フランスでも写真を用いた同様の包装である。
薬物に関する独立科学評議会における、ニコチン含有製品を多基準意思決定分析によって数値化した研究では、紙巻きたばこの有害性を100とすると、小型葉巻67、パイプ22、水パイプ14、電子たばこ4、ニコチンガムやパッチは約2である。
実際の喫煙により摂取されるニコチン量は異なるが1 - 3mg前後である。表示上のニコチン量や製品名のマイルド（MildまたはMilds）、ライト (Lights) という記載は健康に関する安全性やリスクの軽減を意味しない。体に入るニコチンやタールの量は吸い方によって大きく違う。長さの1/3まで吸ったところで止め普通の吸い方で吸ったときに比べて、タバコの3/4の長さまで吸い、煙を肺の奥まで思い切り吸い込んだときは吸い込むニコチン量は20-30倍の量になるとされる。
2009年アメリカでは、タバコに起因する443,000人の死亡があり、アルコールでは98,334人であった。たばこを吸う人のうち、約半数はたばこに関連した病気で死亡するとする調査報告や、たばこを吸う人は、吸わない人に比べて寿命が約14年短くなるという指摘も存在する。一方で、喫煙者と非喫煙者の死亡率の比較からは40歳前に禁煙した場合には死亡率に変化は見られず、60歳以前であっても喫煙者より低いリスクであった。
症例対照研究とコホート研究にて自殺と喫煙の関連がみられている。1995年と1998年に日本で行われた40から69歳の男性約4万5千人を対象にした多目的コホート研究（JPHC研究）でも、喫煙者では自殺率が30%高くなっていると報告されている。自殺率はとくに一日あたりの喫煙本数が多いと増加する。たばこの消費と自殺企図による入院に関連が見られた。